# Propiconazool
Propiconazool is een fungicide uit de groep van triazolen of conazolen. Het werd in de jaren '70 ontwikkeld door Janssen Pharmaceutica.

## Toepassingen
In de land- en tuinbouw wordt propicanozool gebruikt bij de teelt van graangewassen en de graszaadteelt, tegen gele of bruine roest en echte meeldauw. De octrooibescherming van propiconazool is verlopen, en tegenwoordig zijn er verscheidene bedrijven die producten met de stof op de markt brengen, onder meer Syngenta (Tilt) en Makhteshim-Agan (Bumper).
Propiconazool wordt ook gebruikt in houtverduurzaming, om hout te beschermen tegen houtaantastende of verkleurende schimmels.

## Regelgeving
De Europese Commissie heeft propiconazool opgenomen in de lijst van toegelaten gewasbeschermingsmiddelen voor de periode van 1 juni 2004 tot 31 mei 2014.
Voor het gebruik in de houtconservering is propiconazool ook opgenomen in de lijst van toegelaten biociden voor de periode van 1 april 2010 tot 31 maart 2020.

## Toxicologie en veiligheid
Propiconazool is een matig toxische stof. Ze is wel giftig voor waterorganismen. In watersediment en in de bodem is ze vrij stabiel en breekt ze slechts langzaam af.
De aanvaardbare dagelijkse inname bedraagt 0,04 mg per kg lichaamsgewicht.